# Sigismondo Marchesi
Sigismondo Marchesi (Forlì, 1625 – Forlì, 1695) è stato uno scrittore e storico italiano.
Nato in una delle famiglie nobili e più importanti della città, divenne Cavaliere dell'Ordine di Santo Stefano dedicando la propria vita agli studi storici in particolare a quelli della propria città.
Approfondì la storia della città di Forlì ed in particolare ampliò le cronache storiche redatte da Paolo Bonoli. Redasse a questo scopo il Supplemento Istorico dell'antica Città di Forlì, nel 1678, una delle principali fonti bibliografiche per la ricostruzione della storia forlivese.
Altri testi redatti furono: Breve racconto della fondazione di Forlì e Le vite degli uomini illustri della Città di Forlì.

## Opere
- Sigismondo Marchesi, Supplemento istorico dell'antica città di Forlì, Forlì, Giuseppe Selva, 1678.